# 托尼·菲諾
托尼·菲諾（英語：Milton Pouha "Tony" Finau，1989年9月14日—），美國職業高爾夫球運動員，擁有湯加及薩摩亞血統，亦是首位該族群出身的職業高爾夫球運動員。